# أباس ملك أرجوس

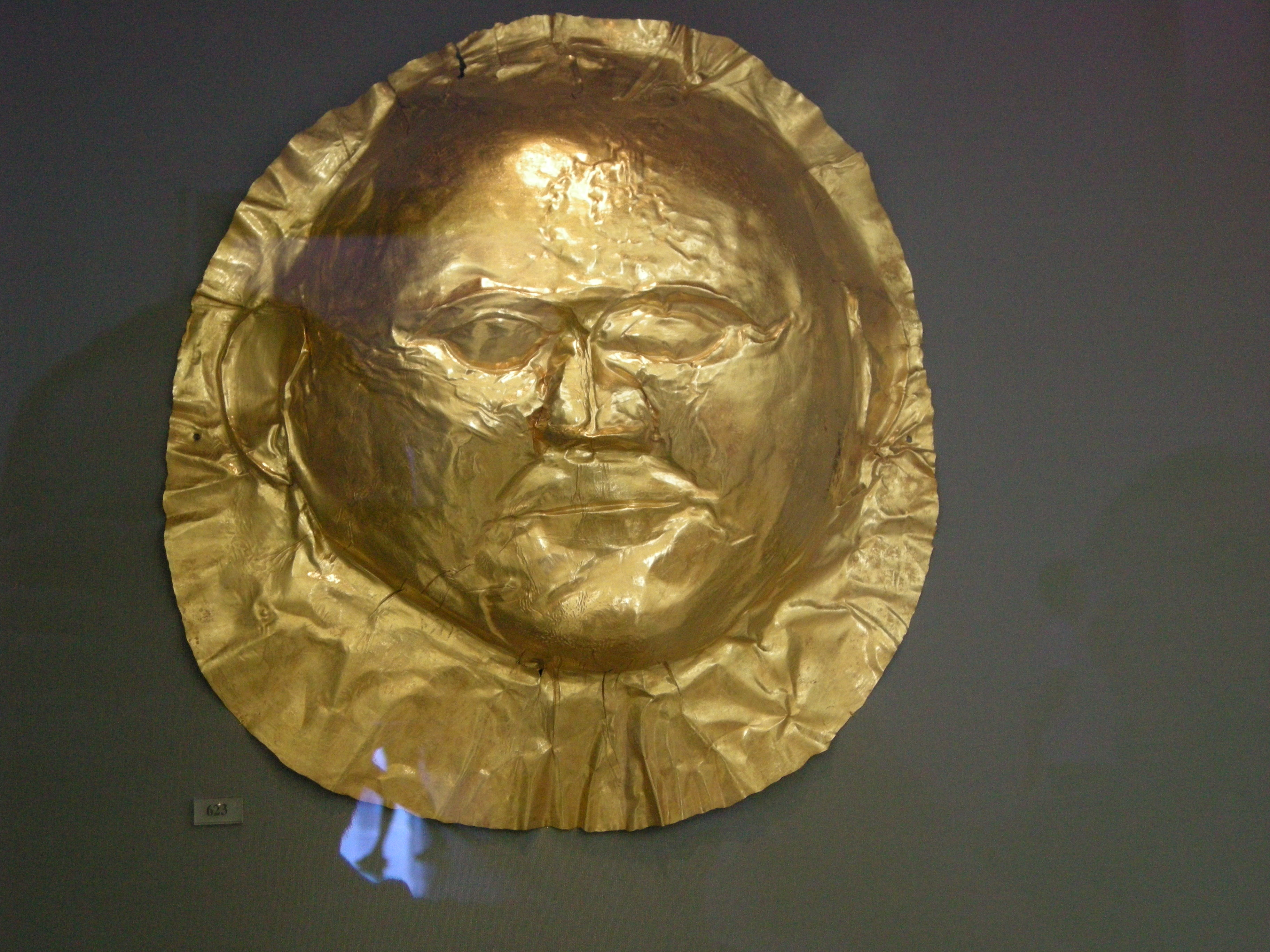
قناع الموت الذهبي للذكور مصنوع من الصفائح المعدنية مع تفاصيل تصور المتوفى. ميسينا، 1600-1500 قبل الميلاد معروض في المتحف الأثري الوطني في أثينا

أباس هو ملك أرغوس الذي كانت تجري في عروقه دماء اثنين من الأخوة الأعداء هما: داناس وايجيبتوس، وهو جد بيرسيوس البطل الأسطوري في الميثولوجيا اليونانية الذي ذبح المدوسا وحش البحر المخيف.